# Ед Кларк
Едуард (Ед) Кларк (на английски: Edward (Ed) Clark) е американски политик, който се кандидатира за губернатор на Калифорния през 1978 г. и за президентския пост на САЩ от „Либертарианската партия“ през 1980 г.

## Биография
Ед Кларк е роден през 1930 г. Завършва с отличие на „Тавор академия“, „Dartmouth College“ и получава диплома по право от Харвардския университет.

### Избори за губернатор на Калифорния (1978)
В тази предизборна кампания Кларк получава 377 960 (или 5,46%) гласа. Той е член на Либертарианската партия, но участва в изборите като независим кандидат. Ед Кларк получава добри резултати за независим кандидат, а това е безпрецедентно в Калифорния. Друг фактор водещ до безпрецедентната е кампанията на Либертарианската партия за намаляване на данъците върху жилищната собственост. Кларк губи изборите, защото гласоподавателите преизбират Джери Браун, който получава 56% от гласовете, а републиканският кандидат получава 36,5% от гласовете. Според статия в списание „Майка Джоунс“ 1978 Кларк получава силните гласове на "богатите от Ориндж Каунти, които дълго време са крепост на десните настроения на задната страна на Сиера Невада, където дървосекачи, миньори и разработчици се противопоставят на правителствените ограничения за използването на земята.

### Избори за президент на САЩ (1980)
През 1979 г., на конгрес на Либертарианската партия в Лос Анджелис, Кларк е номиниран за кандидат за президентския пост. Той публикува своята програма, наречена „Ново начало“. По време на предизборната кампания той се позиционира като кандидат на света, докато обещава да увеличи бюджета и да намали данъците. Изразява недоволството си от надпреварата във въоръжаването със Съветския съюз. Когато по време на телевизионно интервю е помолен накратко да представи концепцията на либертарианството, той отговаря, „нисък данък и либерализъм“, което предизвиква остри критики от традиционните теоретици анархисти, особено Мъри Ротбард. По това време започва разцепление в Либертарианската партия между умерена фракция, водена от Ед Крейн, и радикална фракция, водена от Ротбарт. Партньор на Кларк в изборите през 1980 г. е Дейвид Кох от „Koch Industries“, което е своеобразен билет за успеха на Кларк заради финансовата независимост на кандидат-вицепрезидента Кох. Наличието на самостоятелен фонд позволява започването на национална телевизионна кампания.
Ед Кларк получава 921 128 гласа (1,06%), което е най-добрият резултат на Либертарианската партия до наши дни. Най-голямата подкрепа Ед Кларк има в Аляска, където е получава 11,66% от гласовете (почти половината от резултата на Джими Картър).